# Ferdinand Hansemann
Ferdinand von Hansemann (ur. 1861, zm. 1900), ziemianin pruski, współtwórca Hakaty.
Był synem Adolfa von Hansemanna (1826-1903), działacza gospodarczego, dyrektora jednej z największych niemieckich instytucji kredytowych Disconto-Gesellschaft.
Ferdinand von Hansemann był m.in. właścicielem wielkopolskiego Pępowa. Od młodości działał w niemieckich organizacjach narodowych, m.in. w 1891 opublikował na łamach "Hamburger Nachrichten" artykuł krytykujący nominację Floriana Stablewskiego na arcybiskupa poznańskiego. Dzięki wpływom ojca utrzymywał bliski kontakt z Bismarckiem i to on przekonał byłego kanclerza do przyjęcia delegacji pruskiej w jego rezydencji w Warcinie we wrześniu 1894, co stało się zaczątkiem Hakaty.
Na założycielskim kongresie Hakaty 3 listopada 1894 wszedł w skład zarządu i pozostał w nim do końca życia. Był jednym z głównych stronników przewodniczącego zarządu Tiedemanna, działał we władzach komisji stypendialnej zarządu, był także redaktorem miesięcznika "Die Ostmark" (od stycznia 1896 do czerwca 1897). Wraz z rodziną (w szeregach Hakaty działali także jego oboje rodzice) łożył duże sumy na działalność związku.
Działał na rzecz rozszerzenia aktywności Hakaty na Śląsku, w 1895 współzakładał koło we Wrocławiu. Jednym z jego pomysłów była inicjatywa przymusowego wywłaszczania polskich posiadłości, przeszkadzających państwowej kolonizacji prowadzonej przez Komisję Kolonizacyjną. Donosił do władz na tych urzędników pruskich, których politykę uważał za zbyt życzliwą Polakom.
Zmarł po długiej i ciężkiej chorobie; jeszcze w szpitalu odebrał specjalny telegram pochwalny, wystosowany przez obradujące w rezydencji Tiedemanna Jeziorki kierownictwo Hakaty. Po śmierci utworzono Fundusz jego imienia, który wspierał Hakatę finansowo.
Źródła:
- A. Galos, F. H. Gentzen, W. Jakóbczyk, Dzieje Hakaty, Poznań 1966
- W. Jakóbczyk, Przetrwać nad Wartą 1815-1914, 55. część cyklu "Dzieje narodu i państwa polskiego", Warszawa 1989